# CONquest
CONquest je debutové kompilační album norské hiphopové dvojice Madcon.

## Tracklist
| Norská edice   | Norská edice         | Norská edice |
| Pořadí         | Název                | Délka        |
| -------------- | -------------------- | ------------ |
| 2.             | Beggin’              |              |
| 3.             | The Sweetest Drug    |              |
| 4.             | Liar                 |              |
| 5.             | Wholehearted         |              |
| 6.             | 2000 ’N AA           |              |
| 7.             | Let It Be Known      |              |
| 8.             | The Way We do Thangs |              |
| 9.             | Misconception        |              |
| 10.            | What If              |              |
| 11.            | Dandelion            |              |
| Celková délka: | Celková délka:       | 39:04        |

| Americká edice | Americká edice                        | Americká edice |
| Pořadí         | Název                                 | Délka          |
| -------------- | ------------------------------------- | -------------- |
| 1.             | Wholehearted (Nel Blu Dipinto Di Blu) |                |
| 2.             | Beggin’                               |                |
| 3.             | The Sweetest Drug                     |                |
| 4.             | Dandelion                             |                |
| 5.             | Liar                                  |                |
| 6.             | 2000 ‘N AA                            |                |
| 7.             | Turn Me Loose                         |                |
| 8.             | Electric                              |                |
| 9.             | Shine                                 |                |
| 10.            | Back On The Road                      |                |
| 11.            | Gone                                  |                |

## Singly
- Beggin’
- Dandelion
- Liar